# Кирим (река)
Кирим — река, правый приток Лены, протекает по территории Хангаласского района Якутии в России. Длина реки — 48 км.

## Описание
Кирим начинается около летника Хорогор-Сайылыга. Генеральным направлением течения верховья является северо-восток, после урочища Аннах-Сайылыга течёт преимущественно на северо-запад. Около села Качикатцы Кирим впадает в Качикатскую протоку Лены на высоте 94 м над уровнем моря.

## Данные водного реестра
По данным государственного водного реестра России относится к Ленскому бассейновому округу, водохозяйственный участок реки — Лена от устья Олекмы до в/п посёлка Покровск, речной подбассейн реки — Лена между впадением Олёкмы и Алдана.
Код объекта в государственном водном реестре — 18030500112117200036564.